# Зелене (Криворізька сільська громада)
Зеле́не — село Криворізької сільської громади Покровського району Донецької області, Україна.

## Історія
На мапі 1861 року позначено, що на місці нинішнього села знаходився хутір Купецький.
В середині 19 століття господарем хутора була Шостак (Шидлівська) Наталія В'ячеславівна, їй належали і сусідні хутори загальною площею у 3524 дес. 1837 сажень.
По публікаціям 1913 року хутір Зелений ще належав Дітріху Д. і Маргариті Фаст.
У 1887 році хутір купив Генріх Зудерман, у цьому ж році він заклав свій маєток разом з господарськими будівлями. Господарські та житлові будинки меноніта Зудермана були закладені не в самому селі, а на східній частині поселення. Слід відмітити, що меноніти Добропільщини не будували свою будівлі в селах, а селилися хуторами. Тому слід вважати, що маєток економії меноніта Зудермана був побудований на східній частині села Зелене.
Німці-меноніти приїхали на територію України, рятуючись від релігійних переслідувань. Меноніти використовували цеглу власного виробництва. З позначкою К — цегла сусіда Класена, з позначкою S — цегла Зудерманів, її почали виготовляти в 1910 році. Будівництво завершили в 1914 році. На території маєтку також були збудовані кузня, олійниця, паровий млин, стайня, будинки для прислуги, господарські приміщення. У дворі садиби досі росте дуб, напевно посаджений менонітом Г.Зудерманом.
У 1922 році в селі Зеленом утворенно комуну «Червона Зірка» голова Барвінченко. Того ж року в селі була утворена одна з перших на добропільщині комсомольська організація. У 1929 році на базі комуни організували колгосп «Червона Зірка».
На даний час садиба знаходиться у приватній власності й відроджується як туристичний комплекс та місце для відпочинку на природі.

## Пам'ятки
- Маєток економії меноніта Генріха Зудермана

## Відомі люди
- Heinrich Sudermann [Генрих Зудерман] — власник маєтку економії меноніта Зудермана.
- Розсоха Леонід Семенович (1942—2010) — радянський і український художник-постановник театру і кіно.